# 鲁班行
庇能鲁班行（英語：Loo Pun Hong）是一座主要供奉鲁班先师及鲁班师母的百年古庙。位于槟城爱情巷（旧址位于广东街），是乔治市一级古迹资产，也在国家古迹法令下列为受保护国家A级文物建筑。